# Равинис (Удине)
Равинис је насеље у Италији у округу Удине, региону Фурланија-Јулијска крајина.
Према процени из 2011. у насељу је живело 207 становника. Насеље се налази на надморској висини од 905 м.